# Лиственница Любарского
Ли́ственница Люба́рского (лат. Larix lubarskii) — вид лиственницы, произрастающий на ограниченной территории южной части Приморья — в Хасанском, Октябрьском и Пограничном районах. По данным Е. Г. Боброва, данный вид лиственницы является производным гибридного смешения лиственницы ольгинской с гибридами лиственниц камчатской и Гмелина.

## Ботаническое описание
Лиственница Любарского вырастает в высоту до 25 м при диаметре ствола до 60 см. Крона крупная, часто распростёртая, молодые побеги светлые. Хвоя длинная (2,5 — 4,5 см), прямая, густая.
Шишки 2 — 3,5 см длины, плотные, с 20 — 45 чешуями.

## Распространение и экология
Встречается в бассейнах правых притоков реки Раздольной (рек Нежинка, Ананьевка), на Борисовском плато, в бассейне реки Комиссаровки, западнее озера Ханка.
Растёт преимущественно в горах на высоте 400—1000 м над уровнем моря, образуя группы. Встречается на плато, а также в долинах горных рек. Образует чистые лиственничники или входит в состав дубово-лиственничных лесов. Растёт и в сочетании с другими деревьями.